# John Bowers (Bischof)
John Phillips Allcot Bowers (* 15. Mai 1854 in Portsmouth; † 6. Januar 1926 in Norwich) war ein britischer Bischof der Church of England.
Bowers besuchte die Magdalen College School und studierte am St. Johns College der University of Cambridge. Im Jahr 1876 erhielt er einen Bachelor of Arts (B.A.), 1880 einen Master of Arts (M.A.) und 1903 einen Doctor of Divinity (D.D.).
Im Jahr 1877 wurde er zum Diakon geweiht und 1878 erfolgte seine Weihe zum Priester, jeweils durch Bischof Thomas Legh Claughton. Bowers bekleidete nun verschiedene Ämter. 1877 wurde er Kurat von Coggeshall, Essex. Von 1879 bis 1880 war er Kurat von St. Giles, Cambridge, und von 1880 bis 1882 Kurat von St Mary Redcliffe in Bristol. Von 1882 bis 1885 war Bowers Minor Canon in der Kathedrale von Gloucester. Weitere Ämter umfassten das des Canon Missioner von 1885 bis 1902, sowie das des Canon Residentiary der Diözese Gloucester von 1890 bis 1902. Des Weiteren fungierte er von 1885 bis 1895 als Bibliothekar der Kathedrale von Gloucester. In den Jahren 1902 und 1903 war er Erzdiakon von Gloucester, sowie von 1903 bis 1926 Erzdiakon von King’s Lynn. Als Arthur Thomas Lloyd, der Bischof von Thetford (ein Suffraganbischof in der Diözese Norwich), im Jahr 1903 zum neuen Bischof der Diözese Newcastle ernannt wurde, wurde Bowers zu seinem Nachfolger ernannt. Am 29. Juni erfolgte seine Bischofsweihe. Er amtierte bis zu seinem Tod.
Bowers war Freimaurer und gehörte der Union Lodge No. 52 an. 1920 wurde er zum Provincial Grand Master for Norfolk ernannt. Dieses Amt bekleidete er bis zu seinem Tod. Er starb am 6. Januar 1926 und wurde in Porchester nahe Portsmouth, wo seine Familie eine Gruft besaß, beigesetzt. Am 26. November 1926 wurde ihm zu Ehren die Bowers Lodge gegründet.
Bowers war verheiratet und hatte mehrere Kinder.